# Peter Hass
Peter Hass (* 21. August 1903 in Flensburg; † 28. Januar 1975 in Nacka, Schweden) war ein deutscher Politiker (SPD).

## Leben
Peter Hass stammt aus einer sozialdemokratischen Arbeiterfamilie. Sein Vater, ein Werftarbeiter, war bereits 1897 in die Sozialdemokratische Partei eingetreten und war für sie als Bezirksführer tätig. Peter Hass besuchte die Volksschule und machte von 1918 bis 1921 eine Ausbildung als Schmied und Feilenhauer. Später war er als Werftarbeiter tätig und übernahm Funktionen im Betriebsrat. Bereits 1919 war Hass in die SPD und den Deutschen Metallarbeiter-Verband (DMV) eingetreten. 1930 wurde er im Zuge der Folgen der Weltwirtschaftskrise erwerbslos. Bereits 1933 errang er ein Mandat in der Hamburgischen Bürgerschaft und war Mitglied der SPD-Fraktion. Aus dieser Fraktion trat er am 2. Mai 1933 mit mehreren anderen Gewerkschaftern aus. Er war der einzige, der sich danach nicht der neu gebildeten Gewerkschaftsfraktion anschloss.
Im Nationalsozialismus war er zusammen mit seinem Bruder Otto Hass im aktiven Widerstand tätig. Sein Bruder hatte 1933 die Leitung der zu dieser Zeit bereits illegalen Reichsbannergruppe von Otto Grot übernommen. Peter Hass selber war nach eigenen Angaben „illegaler Funktionär der SPD“ und fungierte als Verbindungsmann und Kurier zum Auslandssekretariat in Kopenhagen. In dieser Zeit fuhr er des Öfteren nach Dänemark. In Hamburg war Wilhelm Häußler einer seiner wichtigsten Vertrauten.
Nachdem Wilhelm Häußler am 13. Juni 1936 verhaftet wurde, tauchten die Brüder Hass sofort ab und begaben sich am 15. Juni nach Dänemark ins Exil, wo er von 1936 bis April 1940 als Schmied auf einer Werft in Helsingör tätig war. Peter Hass wurde durch das NS-Regime 1937 wegen Hoch- und Landesverrats in Abwesenheit zum Tode verurteilt. Wilhelm Häußler hatte 1938, nach zwei Jahren Untersuchungshaft, im Prozess alle „Schuld“ auf Peter Hass und seinen Bruder abgewälzt. Diese abgesprochene Vorgehensweise hatte den Zweck, die in Sicherheit befindlichen Parteigenossen zu belasten, um die Angeklagten zu entlasten. Nach der Besetzung Dänemarks durch die Nationalsozialisten im April 1940 flüchtete Peter Hass nach Schweden, wo er bis Anfang 1946 lebte. In Schweden betätigte sich Peter Hass in gewerkschaftspolitischen Exil-Gruppen, die außerhalb des Deutschen Reiches Widerstand leisteten.
Im Februar 1946 kehrte er nach Deutschland zurück. Im Oktober des Jahres wurde er in die erste frei gewählte Bürgerschaft der Hansestadt gewählt und saß dort für seine Partei bis zu seinem frühzeitigen Ausscheiden am 31. Juli 1948. In dieser Zeit war er außer seiner parlamentarischen Tätigkeit von 1946 bis 1949 Erster Sekretär der Arbeiterwohlfahrt in Hamburg. Im April 1949 wechselte er wieder seinen Wohnort und kehrte nach Schweden zurück, wo er auch seinen Lebensabend verbrachte.